# 沖縄銀行 (明治大正期)

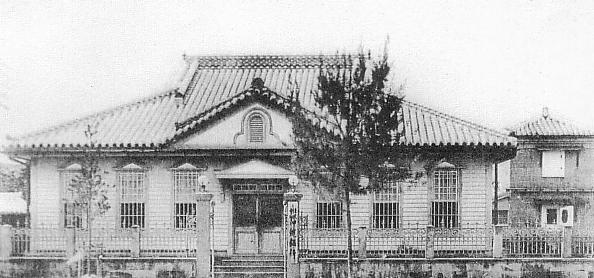
明治大正期の沖縄銀行本店

沖縄銀行（おきなわぎんこう）は、明治32年（1899年）に開業した沖縄県初の私立銀行。旧琉球王家の尚家や首里士族が中心となって設立し、沖縄県内では日本本土の華族界における十五銀行（別名、華族銀行）に相当する銀行であった。なお、現在の沖縄銀行とは無関係である。
明治32年（1899年）に資本金15万円で開業した。一時「沖縄商業銀行」に改称するが、再度元の名に復した。
尚家の出資により成立した銀行のため、十五銀行同様に沖縄県内で高い信用度を有し、県内の他の私立銀行を圧倒したが、大正末期の不況のあおりを受けて経営破綻する。大正14年（1925年）に解散し、沖縄産業銀行、那覇商業銀行と合併、以後、戦前の沖縄県唯一の銀行となる「沖縄興業銀行」へ移行した。